# César, l'homme qui parlait aux chiens
 (septembre 2013).
Si vous disposez d'ouvrages ou d'articles de référence ou si vous connaissez des sites web de qualité traitant du thème abordé ici, merci de compléter l'article en donnant les références utiles à sa vérifiabilité et en les liant à la section « Notes et références ».

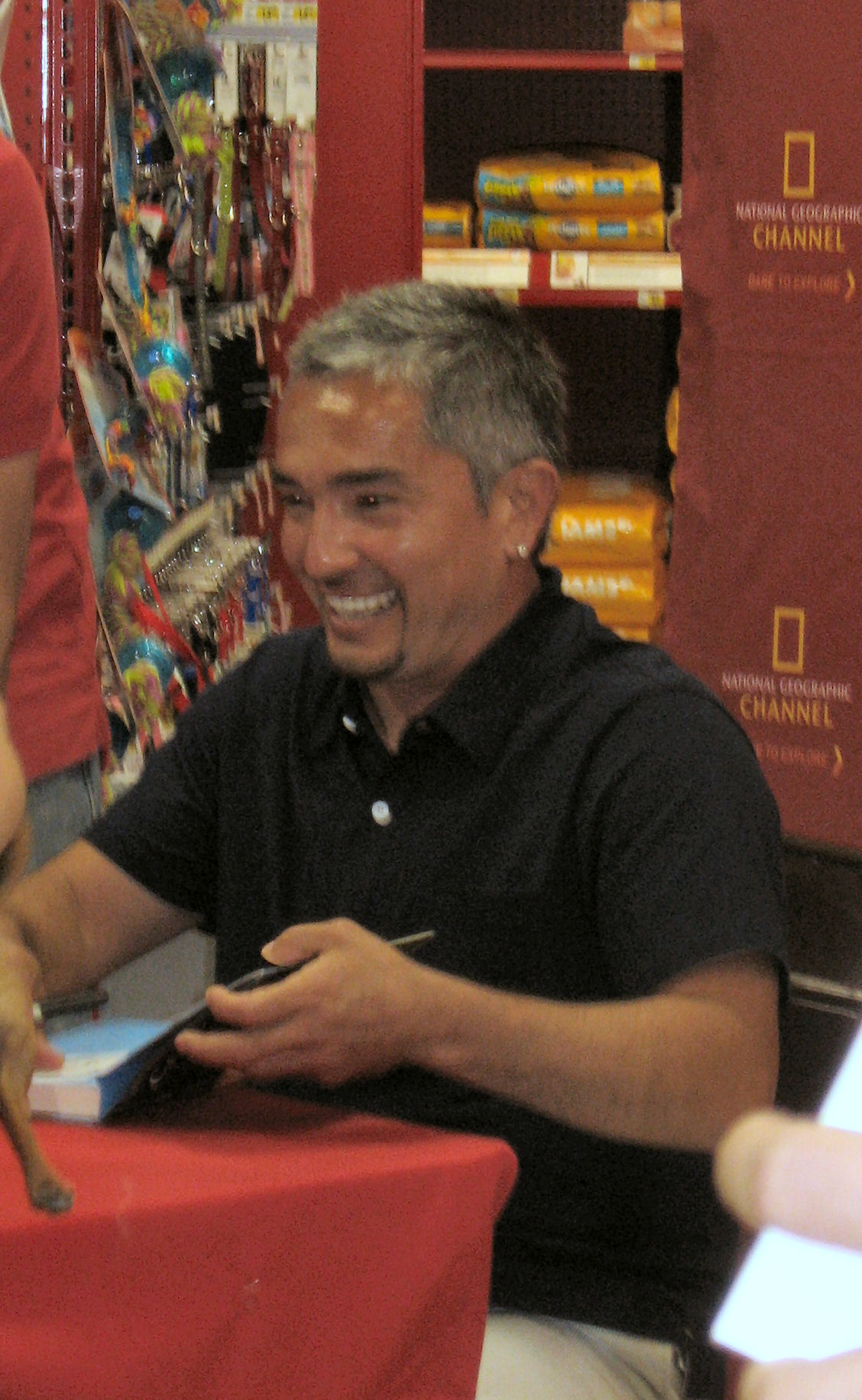
César, animateur de l'émission.

César, l'homme qui parle aux chiens (aux États-Unis, Dog Whisperer) est le titre québécois d'une sémission animalière animée par le dresseur Cesar Millan.
Cette série fut interdite à la diffusion en France[réf. nécessaire].

## Épisodes
L'émission est répartie en 3 saisons de 2007 à 2010, pour un total de 30 épisodes.
La première saison diffusée en 2007 est composée de 10 épisodes :
- Épisode 1, diffusé le 27 mars 2007 aux États-Unis : Dans cet épisode, César Millan vient à la rencontre de Rex, Milou et Plouc, trois chiens difficiles.
- Épisode 2, diffusé le 4 avril 2007 aux États-Unis : Dans cet épisode, notre maitre chien vient voir...

La seconde saison diffusée en 2008 est également composée de 10 épisodes.